# Francisco Conde López
Francisco José Conde López (Monforte de Lemos, Lugo, Galicia, España, 1968) es un político, economista y profesor español.
Es miembro del Partido Popular de Galicia. Desde mayo de 2022 hasta junio de 2023 fue vicepresidente primero y consejero de Economía, Empresa e Innovación de la Junta de Galicia, así como presidente del Instituto Ferial de Vigo.

## Biografía
Nacido en el municipio lucense de Monforte de Lemos, en el año 1968.
Es Doctor en Economía de la empresa por la Universidad Complutense de Madrid (UCM).
Tras finalizar sus estudios superiores, desde 1995 ha sido profesor de Estructura económica en la Universidad CEU San Pablo (CEU-USP).
Durante estos años también ha sido Director del Instituto Robert Schuman de Estudios Europeos, secretario del Instituto de Estudios Europeos (Universidad San Pablo-CEU) (IEE), Vicedecano de la Facultad de Economía de la Universidad de San Pablo CEU, Director y Vicerrector de Relaciones Internacionales.
En el mundo de la política es miembro de la organización autonómica Partido Popular de Galicia (PPdG).
En 2009 fue nombrado asesor del Presidente de la Junta de Galicia, Alberto Núñez Feijóo y desde el día 2 de diciembre de 2012 hasta el 13 de junio de 2023, en sucesión del político Xavier Guerra, fue Consejero de Economía e Industria de la Junta y Presidente del Instituto Ferial de Vigo (IFEVI).